# Rosay (Senna Marittima)
Rosay è un comune francese di 272 abitanti situato nel dipartimento della Senna Marittima nella regione della Normandia.

## Società

### Evoluzione demografica
Abitanti censiti